# Theta Librae
Désignations
Theta Librae (θ Librae / θ Lib) est une étoile géante de la constellation zodiacale de la Balance. Elle est située à environ ∼ 168 a.l. (∼ 51,5 pc) de la Terre et a une masse estimée supérieure de 84 % à celle du Soleil. Elle possède environ 35 fois la luminosité du Soleil et sa surface externe a une température effective d'environ 4700 K.